# Aron Radu
Aron Radu (n. secolul al XIX-lea, comuna Rapoltu Mare, județul Hunedoara – d. 1944) a fost un deputat în Marea Adunare Națională de la Alba Iulia , organismul legislativ reprezentativ al „tuturor românilor din Transilvania, Banat și Țara Ungurească”, cel care a adoptat hotărârea privind Unirea Transilvaniei cu România, la 1 decembrie 1918 :p. 221.

## Biografie
A făcut școala primară, iar ulterior își face ucenicia la patron :p. 221.

## Activitatea politică
Ca deputat în Adunarea Națională din 1 decembrie 1918 a fost delegat al Reuniunii Meseriașilor Români din Brad :p. 221.